# Maverick (serie de televisión)
Maverick es una serie de televisión estadounidense del género western producida de 1957 a 1962 por Warner Brothers. La serie, famosa por sus matices cómicos, fue creada por Roy Huggins y protagonizada originalmente por James Garner en el papel de un tahúr de póquer hábilmente elocuente que juega sus partidas en embarcaciones fluviales y saloons mientras viaja incesantemente a lo largo del Viejo Oeste del siglo XIX.
En 1994 se estrenó una adaptación cinematográfica titulada Maverick, dirigida por Richard Donner y protagonizada por Mel Gibson como Bret Maverick, Jodie Foster y James Garner como el alguacil Zane Cooper.

## Personajes

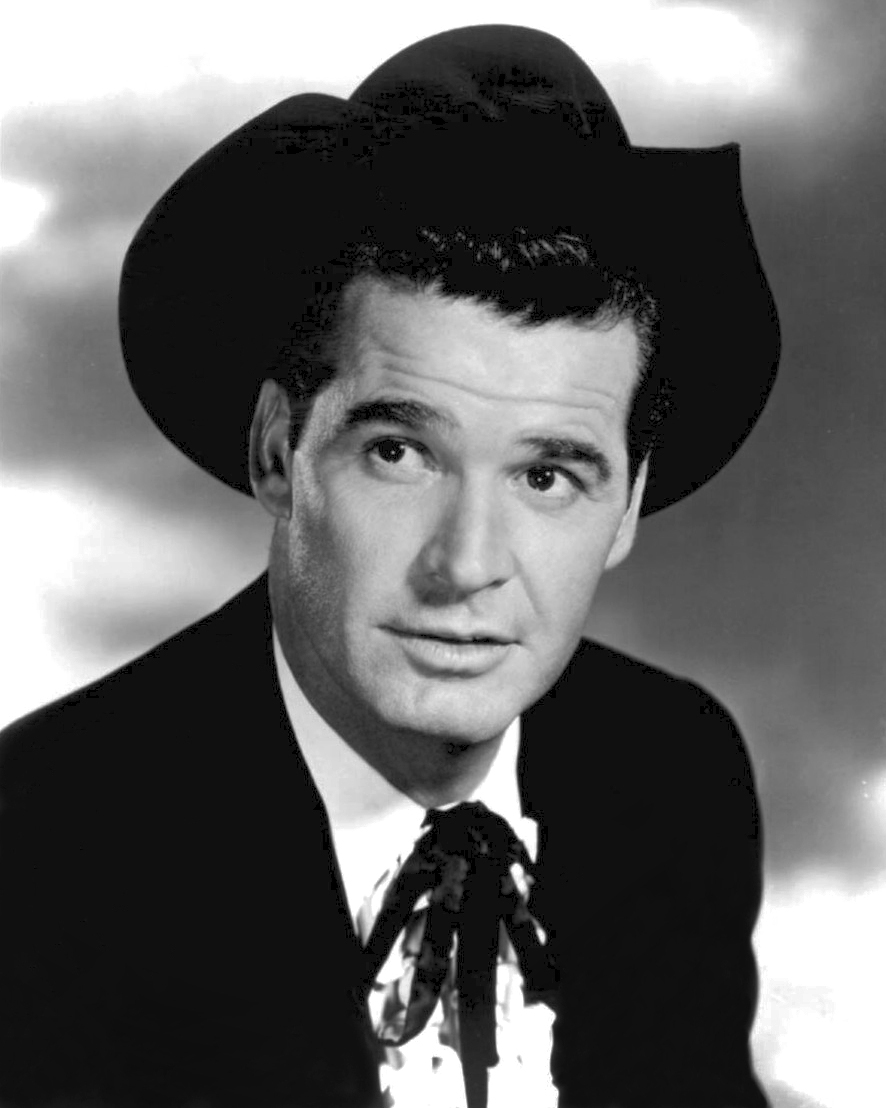
James Garner en su papel de Brett Maverick.

La serie trataba de una familia de tahúres, tres hermanos, Brett, Bart y Brent Maverick interpretados por James Garner, Jack Kelly y Robert Colbert, respectivamente. Junto a ellos aparecía esporádicamente un primo británico, Beau, interpretado por Roger Moore. Se filmaron 124 episodios, en algunos de los cuales solo uno de los Maverick hacía su aparición y en otros participaban en conjunto. Brent Maverick solo se incluyó en el último año de la serie como un intento de reemplazar a Brett, puesto que Garner abandonó la producción tras un conflicto con Warner.

## Trama
Las acciones ocurren en el Viejo Oeste de los Estados Unidos, donde los Maverick se ganan la vida como tahúres en juegos de póker y donde se ven envueltos en multitud de vicisitudes. Una característica de la serie era que en cada capítulo alguno de los hermanos hacía referencia a su padre (que apareció solamente en un capítulo, interpretado por el propio Garner) con las palabras As my old pappy would say... («como mi viejo papi habría dicho»). El tono de la serie era de comedia ligera y tuvo una nominación a un premio Emmy (James Garner) por mejor actor en rol dramático (1959).
- Datos: Q166845
- Multimedia: Maverick (TV series) / Q166845